# Věra Kubánková
Věra Kubánková (22. července 1924 Košice – 13. dubna 2016 Praha) byla česká herečka a vysokoškolská pedagožka.

## Životopis

### Studium, angažmá
Narodila se českým rodičům na Slovensku. Rodina se vrátila do Čech, do Hradce Králové, kde Kubánková vystudovala gymnázium. Za okupace byla totálně nasazena a pracovala v továrně na plynové masky v Brně. Proto její herecká dráha začala až po osvobození. Po absolutoriu Státní konzervatoře v Brně (1948 ) začínala ve svém prvním angažmá v Horáckém divadle v Jihlavě. V letech 1950–1952 působila v Divadle pracujících v Gottwaldově/Zlíně. Od roku 1952 hrála v Realistickém divadle Zdeňka Nejedlého na Smíchově (to je dnešní Švandovo divadlo) pod vedením ředitele a režiséra Karla Palouše. Zde působila až do sezóny 1966/1967. V období 1966/1967–1972 působila v legendárním Krejčově Divadle Za branou. Olga v Čechovově dramatu Tři sestry a Marie Soderiniová v Lorenzacciovi. Po jeho násilném rozpuštění z politických důvodů v roce 1972 v době normalizace se vrátila zpět do Realistického divadla, kde zůstala až do roku 1990 . Poté, co Krejča obnovil své divadlo začátkem 90. let, stala se v letech 1991–4 členkou Divadla Za branou II.

### Další činnost
V letech 1993–5 vyučovala na pražské DAMU. 
Významnějšího uplatnění se dočkala v televizi a rozhlase.
V letech 1959 až 2016 se objevila ve více než 70 českých filmech, především ve vedlejších rolích. Také hrála v řadě českých televizních seriálů od roku 1977 až do roku 2015. 
V Československém rozhlase namluvila hlavně nedělní pohádky.

### Rodina
Byla dvakrát provdaná. Poprvé za rozhlasového režiséra Karla Weinlicha , podruhé za herce a režiséra Emila Kadeřávka (1926–1991).

## Ocenění
- 1988 – titul zasloužilá umělkyně
- 1993 – Cena Senior Prix
- 1999 – Cena Františka Filipovského za celoživotní mistrovství v dabingu[5]
- 2006 – Cena Thálie za celoživotní mistrovství

## Divadelní role, výběr
- 1953 Jan Drda: Romance o Oldřichu a Boženě, Božena, Realistické divadlo, režie Karel Palouš
- 1954 William Shakespeare: Romeo a Julie, Julie, Realistické divadlo, režie Karel Palouš (Romea hrál Emil Kadeřávek a později Josef Vinklář)
- 1965 Peter Ustinov: Okamžik před finišem, Stella, Realistické divadlo, režie František Laurin
- 1966 Anton Pavlovič Čechov: Tři sestry, Olga, Divadlo za branou, režie Otomar Krejča; jedna z nejúspěšnějších her, 250 repríz [8])
- 1969 Alfred de Musset: Lorenzaccio, Marie Soderiniová, Divadlo za branou, režie Otomar Krejča
- 1975 F. M. Dostojevskij, F. Baty: Zločin a trest, Kateřina Marmoladovová, Realistické divadlo, režie Karel Palouš
- 1985 Vasilij Šukšin: Čáry na dlani, Stěpkova matka, Realistické divadlo, režie Miroslav Krobot

## Filmografie, výběr
- 1977 Žena za pultem (Příběh šéfova syna), (TV seriál) režie Jaroslav Dudek
- 1979 Causa Králík, režie Jaromil Jireš
- 2005 Ordinace v Růžové zahradě (příběh Nech nás žít), (TV seriál) režie Ján Sebechlebský
- 2010 Dešťová víla, režie Milan Cieslar
- 2015 Policie Modrava, (TV seriál) režie Jaroslav Soukup
- 2015 Kobry a užovky, role: babička, režie Jan Prušinovský (film byl oceněn šesti Českými lvy [9])
- 2016 Řachanda (její poslední filmová role)[10], režie Marta Ferencová

## Rozhlasové role, výběr
- 1979 Čertův švagr, na motivy pohádky Boženy Němcové, účinkují: Jan Hartl, Libuše Havelková, Vladimír Bičík, Antonín Hardt, Věra Kubánková, Ladislav Mrkvička, Sylva Sequensová, Naďa Konvalinková, Svatopluk Beneš a další. Připravil František Pavlíček, režie: Karel Weinlich.
- 1988 Kocourkov (pohádka), Československý rozhlas Praha, dramatizace: Jana Dvořáková, režie: Ladislav Rybišar, hráli: Václav Knop (Všudybyl), Jiří Holý (purkmistr), Ilja Prachař (radní), Jan Faltýnek, Vladimír Krška, Jan Skopeček, Věra Kubánková, Jana Drbohlavová, Ladislav Trojan, Miriam Kantorková a další.
- 1991 Jean Racine: Britannicus, Československý rozhlas, 1991, režie Josef Melč. role: Albina, [11]
- 1991 Tři veteráni. Na motivy Jana Wericha napsala Helena Sýkorová. Hráli: Ladislav Mrkvička, Karel Heřmánek, Alois Švehlík, Věra Kubánková, Jitka Molavcová, Yvetta Blanarovičová, Josef Vinklář, Michaela Kuklová, Jiří Lír, Jiří Binek, Antonín Hardt, Dagmar Weinlichová a František Němec. Hudba Miroslav Kořínek. Dramaturgie Eva Košlerová. Režie Karel Weinlich.
- 1992 Ingeborg Bachmannová: Mládí v jednom rakouském městě. Povídka, četla: Věra Kubánková, v překladu Josefa Čermáka připravil Jiří Hubička. Natočil režisér Josef Melč.
- 2001 Joseph Sheridan Le Fanu: Ten, který tě nespouští z očí. Přeložil a zdramatizoval Josef Hlavnička, hudba Petr Mandel, dramaturgie Jana Weberová, režie Hana Kofránková. Osoby a obsazení: Patrick O'Grady (Otakar Brousek), kapitán James Barton (Ladislav Frej), Patrik, právník, potomek O'Gradyho (Ivan Trojan), Generál Montague (Josef Somr), Macklin (Stanislav Fišer), Doktor Richards (Miloš Hlavica), George Norcott (Jiří Ornest), neznámý (Stanislav Oubram), Hawkins (David Novotný), Fiakrista (Steva Maršálek), hlas (Richard Honzovič) a Lady Rochdaleová (Věra Kubánková).[12]
- 2004 Fiona MacLeod: Rybář lidí, hebridská legenda. Překlad Vojtěch Gaja, četla: Věra Kubánková, režie: Markéta Jahodová.